# (100266) Sadamisaki
(100266) Sadamisaki es un asteroide perteneciente al cinturón de asteroides, descubierto el 14 de octubre de 1994 por Akimasa Nakamura desde el Observatorio Astronómico de Kumakōgen, Kumakōgen, Japón.

## Designación y nombre
Designado provisionalmente como 1994 TV14. Fue nombrado Sadamisaki en homenaje a la península de Sadamisaki, en la parte más occidental de la isla de Shikoku, es la península más estrecha en Japón.

## Características orbitales
Sadamisaki está situado a una distancia media del Sol de 2,660 ua, pudiendo alejarse hasta 3,259 ua y acercarse hasta 2,062 ua. Su excentricidad es 0,224 y la inclinación orbital 13,03 grados. Emplea 1585 días en completar una órbita alrededor del Sol.

## Características físicas
La magnitud absoluta de Sadamisaki es 15,7. Tiene 4,071 km de diámetro y su albedo se estima en 0,061.